# Rubus corchorifolius
Rubus corchorifolius là loài thực vật có hoa trong họ Hoa hồng. Loài này được L. f. miêu tả khoa học đầu tiên năm 1781.